# Aegolipton acehense
Aegolipton acehense là một loài bọ cánh cứng trong họ Cerambycidae.